# قائمة ساحات مدينة تونس

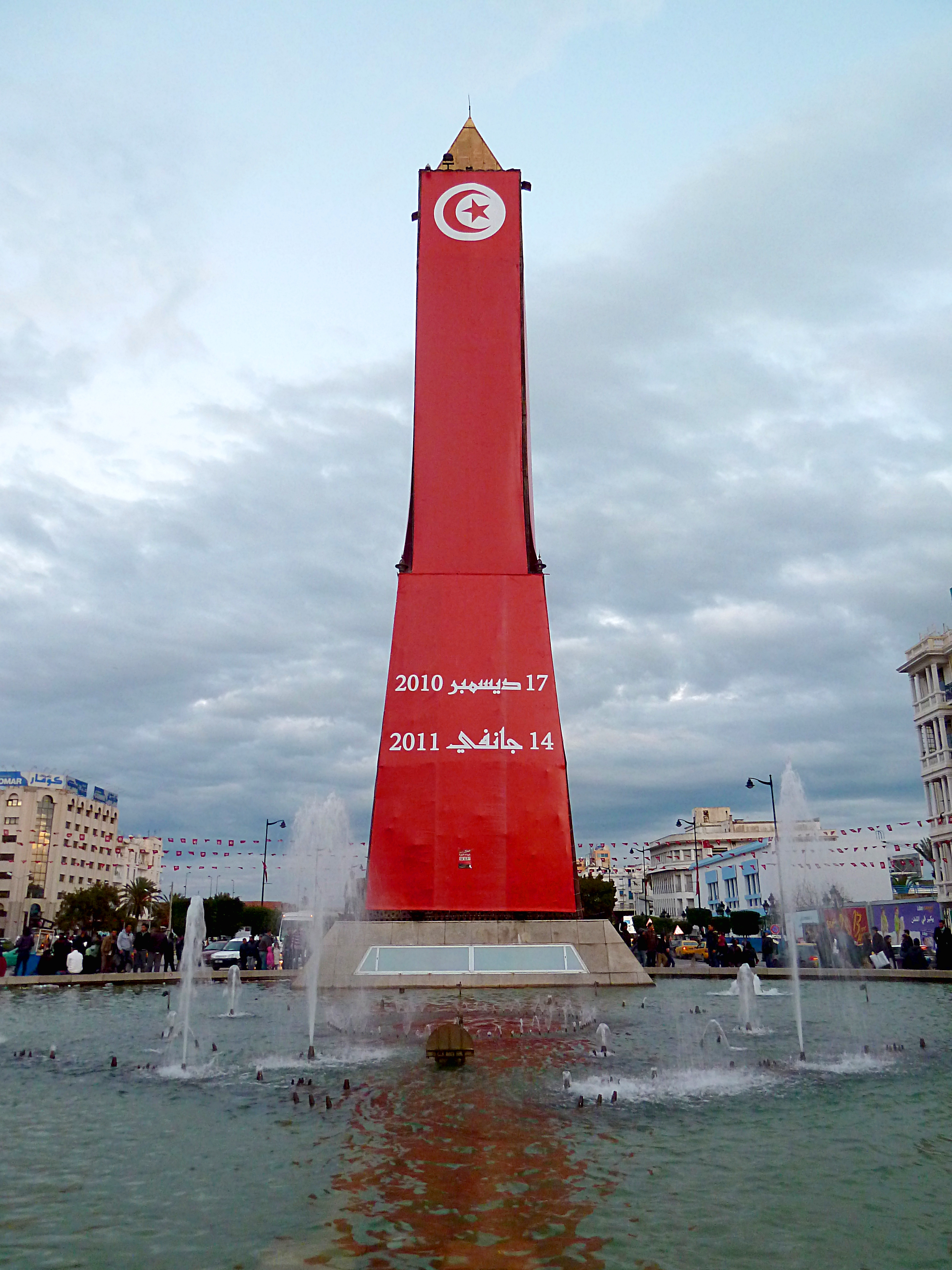
ساحة 14 جانفي 2011

هذه قائمة بساحات مدينة تونس :
- ساحة 14 جانفي 2011
- ساحة الاستقلال
- ساحة إفريقيا
- ساحة باستور
- ساحة برشلونة
- ساحة الجزيرة
- ساحة فلسطين
- ساحة القصبة
- ساحة معقل الزعيم
- ساحة النصر
- ساحة المنجي بالي
- ساحة غامبيتا
- ساحة رمضان باي